# Betta akarensis
Betta akarensis är en fiskart som beskrevs av Regan, 1910. Betta akarensis ingår i släktet Betta och familjen Osphronemidae. Inga underarter finns listade.